# Botgöring
Botgöring (penitens) är en gammal metod för att rena samvetet och återigen få ta del av de kristnas gemenskap. Framför allt ger den återigen tillträde till nattvardsbordet. 
Inom katolicismen kan botens sakrament åläggas av en präst i samband med bikt eller väljas frivilligt. Om den åläggs under en bikt får man absolution, avlösning, direkt under bikten innan man gjorde botgöringen. Som bot kan företagas pilgrimsfärd till det Heliga landet, Rom, eller andra heliga platser, samt, i Romersk-katolska kyrkan, avlat. Under medeltiden uppfattades deltagandet i korstågen som botgöring. Andra former är till exempel späkning (se flagellanter).